# Justinus Darmojuwono
Justinus Darmojuwono (ur. 2 listopada 1914 w Godean na Jawie, zm. 3 lutego 1994 w Semarang) – indonezyjski duchowny katolicki, kardynał, arcybiskup Semarangu.

## Życiorys
Urodził się w rodzinie muzułmańskiej. W dzieciństwie uczęszczał do katolickiej szkoły prowadzonej przez ojców jezuitów, a w 1932 roku przyjął chrzest. Dwa lata później rozpoczął studia kościelne w niższym seminarium w Jogjakarcie, by kontynuować je w seminarium wyższym. Po przyjęciu 25 maja 1947 roku święceń kapłańskich był wykładowcą w seminarium niższym w Semarangu, następnie w latach 1954–1955 studiował misjologię na Papieskim Uniwersytecie Gregoriańskim w Rzymie. Powróciwszy do kraju, był kolejno proboszczem kilku parafii; w tym okresie założył wiele szkół dostępnych dla wszystkich, bez względu na religię. W 1962 roku został mianowany wikariuszem generalnym archidiecezji Semarang, zaś 10 grudnia 1963 roku stał się jej arcybiskupem. Uczestnik Soboru Watykańskiego II. Jako pasterz archidiecezji poświęcił szczególnie wiele uwagi organizacji nowych parafii, szkolnictwu, działalności społecznej na rzecz postępu cywilizacyjnego. Paweł VI wyniósł go do godności kardynalskiej z tytułem prezbitera Santissimi Nomi di Gesù e Maria in via Lata na konsystorzu 26 czerwca 1967 roku. Był przewodniczącym Konferencji Episkopatu Indonezji i był też biskupem polowym swego kraju. 3 lipca 1981 roku złożył rezygnację z rządów diecezją. Uczestniczył w obu konklawe w 1978 roku. Zmarł w Semarang.